# Adi Martis

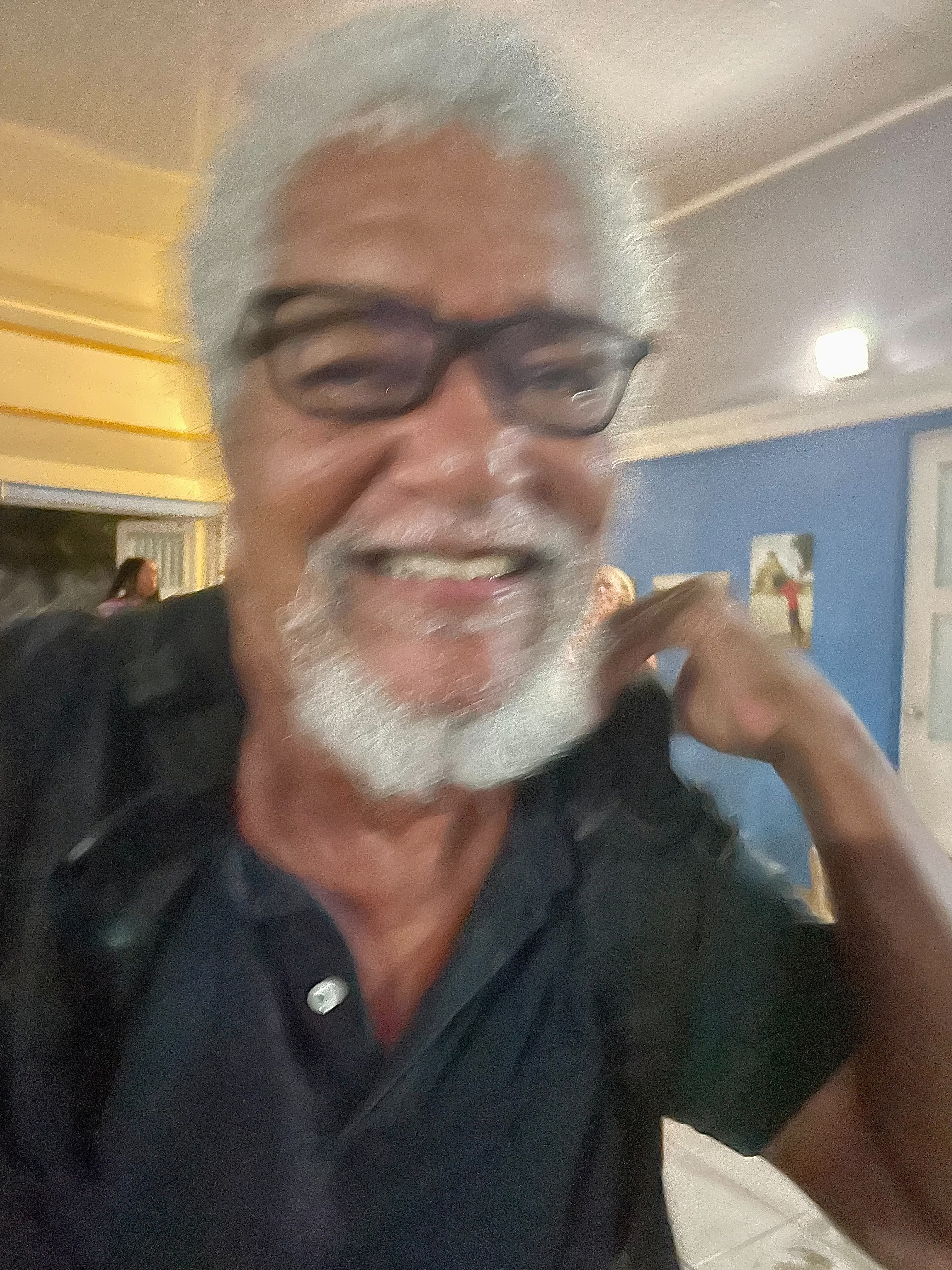
Adi Martis in 2023

Adi Martis (Sint Nicolaas, 1944) is een Arubaans-Nederlandse kunsthistoricus, historicus en conservator. Hij was universitair hoofddocent aan het Kunsthistorisch Instituut van de Universiteit Utrecht.

## Levensloop
Martis vertrok op vijftienjarige leeftijd naar Nederland en studeerde aan de Kweekschool voor onderwijzers te Zeist. Van 1964 tot 1969 studeerde hij aan de Academie van Schone Kunsten in Amsterdam. Na drie jaar in het onderwijs op Aruba werkzaam te zijn geweest, onder meer als tekenleraar aan het Colegio Arubano, keerde hij in 1972 terug naar Nederland en studeerde kunstgeschiedenis aan de Universiteit Utrecht, waar hij in 1978 als docent werd aangesteld. Tot 2009 was hij als universitair hoofddocent aan deze universiteit verbonden.
Hij promoveerde aan de Universiteit van Amsterdam in 1990 bij Evert van Uitert op het proefschrift Voor de Kunst en voor de Nijverheid. Het ontstaan van het kunstnijverheidsonderwijs in Nederland. Martis beschreef voor het eerst gedetailleerd het ontstaan van het kunstnijverheidsonderwijs in Nederland, mede aan de hand van de geschiedenis van de Kunstnijverheidsschool Quellinus te Amsterdam, voorloper van het Instituut voor Kunstnijverheidsonderwijs (de huidige Gerrit Rietveld Academie). Daarbij had hij oog voor zowel de maatschappelijke en politieke achtergronden als de vakdidactische inzichten en methoden die ten grondslag lagen aan het kunstnijverheidsonderwijs. Martis beschreef in zijn proefschrift gedetailleerd de politieke, maatschappelijke en culturele context waarin de eerste Nederlandse kunstnijverheidsscholen werden opgericht. Hij behandelde daarbij globaal de belangrijkste kenmerken van het onderwijs, zoals het toenemende belang van het praktische onderwijs in werkplaatsen en het ‘ontwerpen op systeem’ als belangrijkste theoretische basis voor het decoratief ontwerpen.
Hij publiceert over het kunstonderwijs, het postmodernisme, primitivisme, fotografie (in het bijzonder Paul de Nooijer) en het Caribisch gebied. Na zijn pensionering verschoof zijn interesse naar een bredere (cultuur)historische invalshoek, resulterend in zijn boek Geschiedenis van Aruba tot 1816 (2018).

## Publicaties (selectie)
- De geschiedenis van Aruba tot 1816. Van zustereiland tot imperium in imperio, Edam: LM Publishers, 2018.
- Alles wat aesthetisch boeit : de collecties L.H. en J.F. van Baaren en D. Hannema. Catalogus Utrecht, Centraal Museum, 1993.
- Voor de kunst en voor de nijverheid. Het ontstaan van het kunstnijverheidsonderwijs in Nederland, Amsterdam 1990.
- (met Rik Suermondt), Paul De Nooijer, Haarlem: Focus, 2007.
- (met Jennifer Smit), Arte Dutch Carribean Art .Beeldende kunst van de Nederlandse Antillen en Aruba. Amsterdam : Royal Tropical Institute & Kingston, Jamaica : Ian Randle Publishers, 2002.
- (met Jan van Adrichem, red.), Stedelijk Collectie Reflecties, Rotterdam: nai010 uitgevers, 2012.
- (met Mieke Rijnders), Expressionisme en primitivisme in de beeldende kunst van de twintigste eeuw. Open Universiteit, Heerlen, 1998.
- (met H. Miedema en E. van Uitert, red.), Kunstonderwijs in Nederland, Nederlands Kunsthistorisch Jaarboek 30, Haarlem 1980.
- "Het ontstaan van het kunstnijverheidsonderwijs in Nederland en de geschiedenis van de Quellinusschool te Amsterdam (1879–1924)". Netherlands Yearbook for History of Art / Nederlands Kunsthistorisch Jaarboek XXX (1979) 79-171.
- ‘Van “tekenschool” tot “kunstvakschool”: de Rijksoverheid en het onderwijs in de beeldende kunsten van circa 1820 tot circa 1940’, in: Kamp, M. van der, P.G.J. Leijdekkers, J.L. Locher en J.B.H. Vierdag (red.), De Lucaskrater. Historie en analyse van en meningen over het beeldende-kunstonderwijs aan de kunstacademies in Nederland, Groningen 1984, pp. 34–49.
- "Particulier initiatief als overheidsbeleid. Victor de Stuers en de hervorming van het tekenonderwijs", Netherlands Yearbook for History of Art / Nederlands Kunsthistorisch Jaarboek, 39 (1988), p. 1-26.
- "Philip Guston : de lotgevallen van een zonderlinge schilder", Kunstschrift 38, 2 (Maart-Apr 1994), p. 24-28.
- "Beeldhouwerstekeningen, bestaan ze nog?", Kunstschrift 42, 3 (Mei-Juni 1998), p. 42-51.
- "Een opvoeder verliest zijn greep : hoe het Stedelijk zijn voorhoedepositie kwijtraakte", Kunstschrift 39, 5 (Sept-Okt 1995), p. 39-43.

- Bibliothèque nationale de France: cb14465883k (data)
- Gemeinsame Normdatei: 133556646
- International Standard Name Identifier: 0000 0000 7842 1789
- Library of Congress Control Number: n87818565
- Nationale Bibliotheek van Letland: 000252755
- Nederlandse Thesaurus van Auteursnamen: 074889486
- Système universitaire de documentation: 101266626
- Virtual International Authority File: 64231115